# 11e corps de fusiliers
Pour les articles homonymes, voir 11e corps d'armée.
Le 11e corps de fusiliers (en russe 11-й стрелковый корпус) de l'Armée rouge est formé en 1922 ; il a combattu de juin à août 1941 jusqu'à sa quasi destruction. Reformé en 1942, il participe aux offensives soviétiques jusqu'à la victoire de 1945, ce qui entraîne sa dissolution.

## Première formation
Le 11e corps de fusiliers de l'Armée rouge est formé en novembre 1922, à Staraïa Roussa dans le district militaire de Petrograd. Le corps est déplacé à Smolensk en 1925. En septembre 1939, le corps participe à l'invasion soviétique de la Pologne, s'installant à Grodno. En juin 1940, le corps (les 48e et 125e divisions) est envoyé en Lituanie, dans le district militaire spécial de la Baltique, d'abord à Kovno, puis à partir d'août à Šiauliai.
Lors de l'offensive allemande commençant le 22 juin 1941, le 11e corps de fusiliers fait partie de la 8e armée soviétique (du front du Nord-Ouest), sa 125e division tenant un bout de la frontière avec l'Allemagne, face à Tilsitt : lors de la bataille des frontières, le Panzergruppe 4 allemand attaque, repousse, encercle et détruit les unités du 11e corps. Ce qui reste du corps participe ensuite à la défense de Tallinn ; le 14 juillet, le corps passe au front du Nord. Du 22 au 31 juillet, le corps est encerclé entre Tartu et le lac Peïpous, puis ses survivants évacués par le lac. Le corps, renforcé par deux nouvelles divisions, est de nouveau attaqué et enfoncé sur l'isthme de Narva le 6 août. Le corps est dissous en août 1941.

## Deuxième formation
Le 11e corps de fusiliers est reconstitué en octobre 1942 au sein du front transcaucasien. Il combat pendant l'hiver 1942-1943, participant à la bataille du Caucase dans le front du Nord-Caucase. Ce dernier renommé troisième front ukrainien, il est engagé dans l'opération de la péninsule de Taman en 1943, l'offensive Dniepr-Carpates pendant l'hiver 1943-1944, l'offensive Lvov-Sandomir pendant l'été 1944. Franchissant les Carpates pendant l'hiver 1944-1945, le corps participe à l'offensive Prague de mai 1945. Le corps termine la guerre à Olomouc, en Moravie. Le corps est dissous par ordre du 29 mai 1945, appliqué en juin-juillet à Wodzisław.